# Komisariat Straży Granicznej „Krotoszyn”

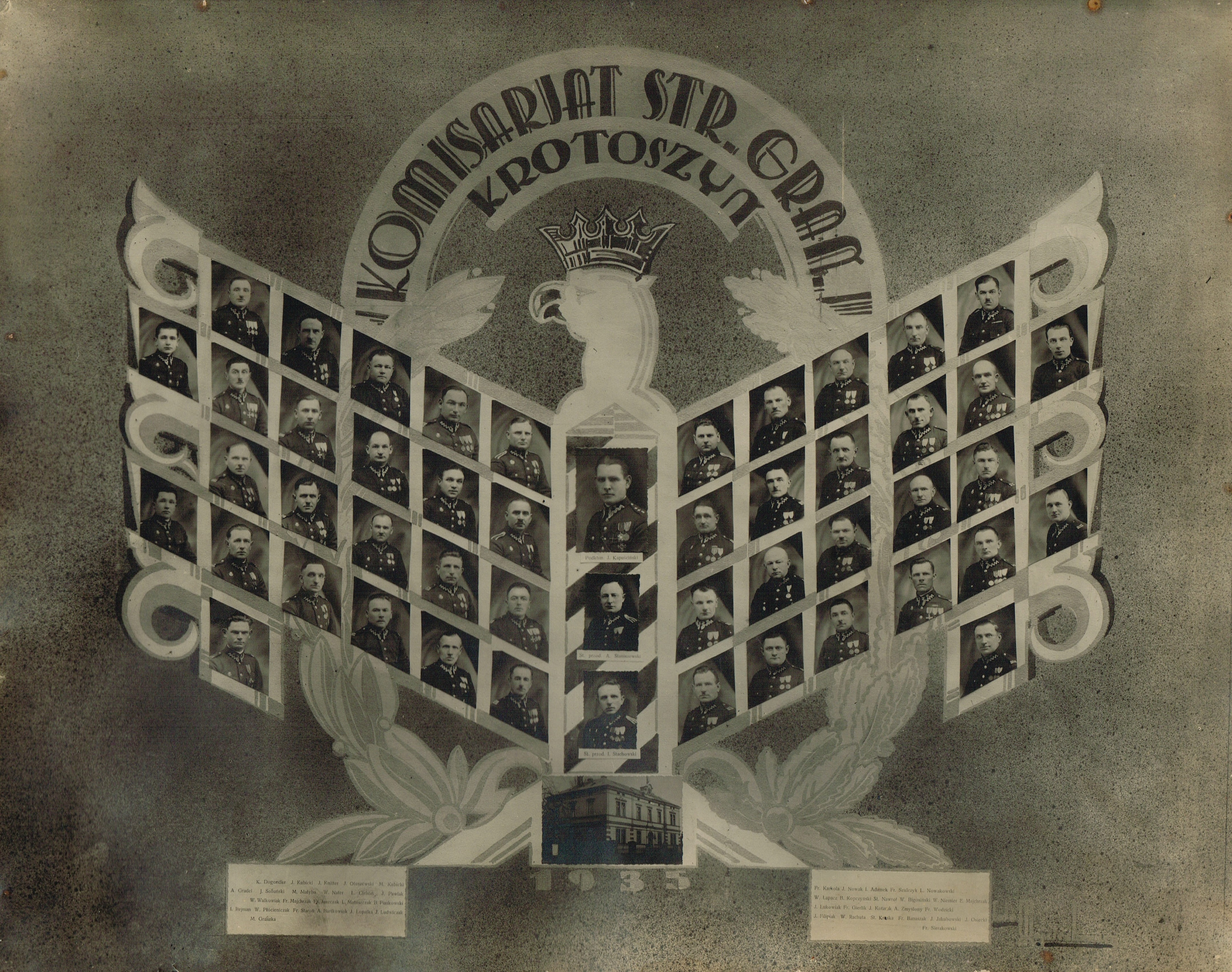
Tablo komisariatu Straży Granicznej "Krotoszyn" z 1935 roku

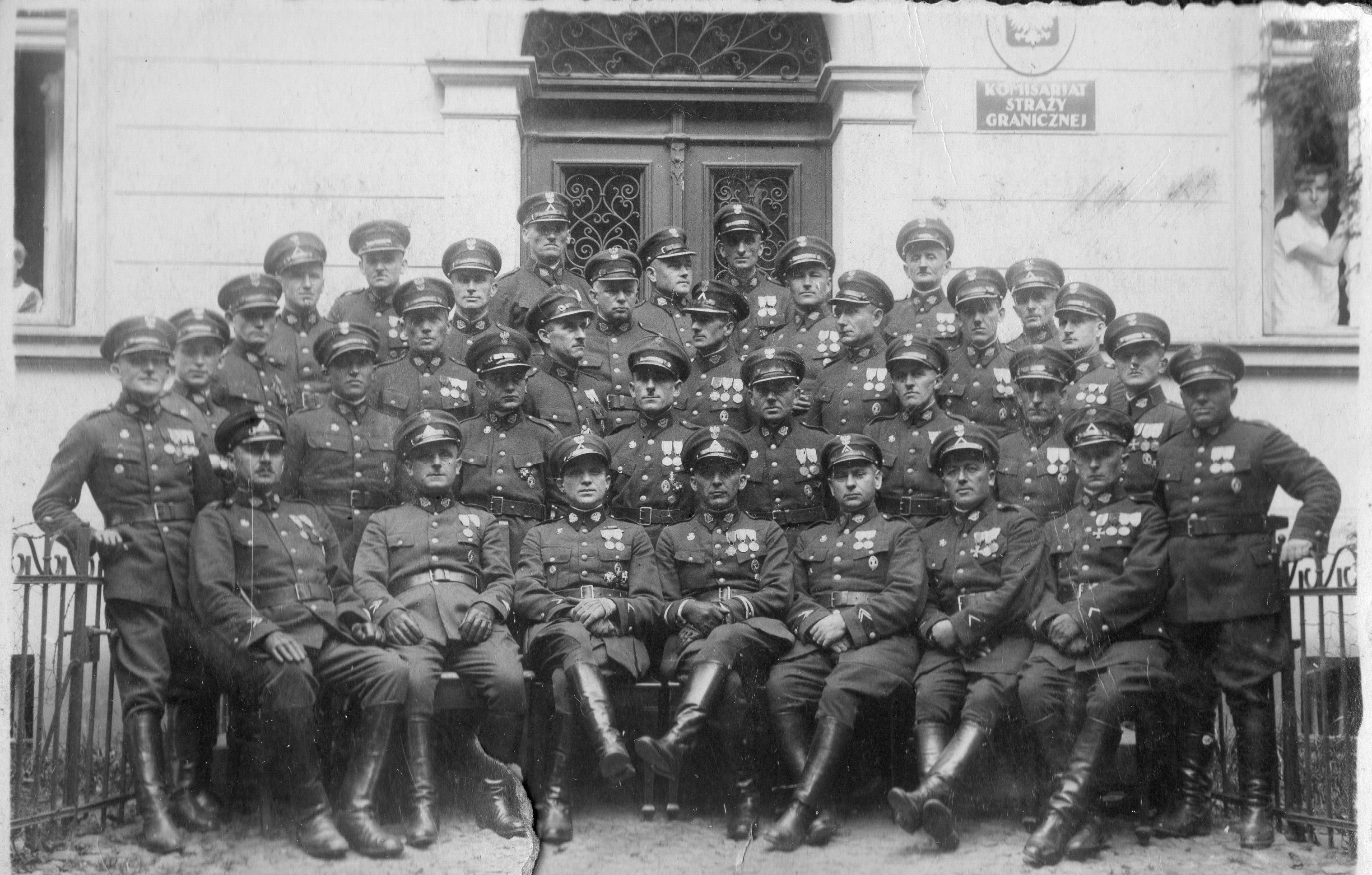
Funkcjonariusze komisariatu SG "Krotoszyn" przed budynkiem komisariatu

Komisariat Straży Granicznej „Krotoszyn” – jednostka organizacyjna Straży Granicznej pełniąca służbę ochronną na granicy polsko-niemieckiej w latach 1928–1939.

## Formowanie i zmiany organizacyjne
W drugiej połowie 1927 przystąpiono do gruntownej reorganizacji Straży Celnej. W praktyce skutkowało to rozwiązaniem tej formacji granicznej.
Rozporządzeniem Prezydenta Rzeczypospolitej Polskiej Ignacego Mościckiego z 22 marca 1928 roku, do ochrony północnej, zachodniej i południowej granicy państwa, a w szczególności do ich ochrony celnej, powoływano z dniem 2 kwietnia 1928 roku Straż Graniczną.
Rozkazem nr 3 z 25 kwietnia 1928 roku w sprawie organizacji Wielkopolskiego Inspektoratu Okręgowego dowódca Straży Granicznej gen. bryg. Stefan Pasławski przydzielił komisariat „Krotoszyn” do Inspektoratu Granicznego nr 12 „Ostrów” i określił jego strukturę organizacyjną. 
W nawiązaniu do rozkazu dowódcy SG, Wielkopolski Inspektor Okręgowy swoim rozkazem organizacyjnym nr 2 z 27 czerwca 1928 dokonał połączenia komisariatów Straży Celnej „Zduny” i „Odolanów” tworząc jeden komisariat SG „Krotoszyn”. 
Już 15 września 1928 dowódca Straży Granicznej rozkazem nr 7 w sprawie zmian dyslokacji Wielkopolskiego Inspektoratu Okręgowego podpisanym w zastępstwie przez mjr. Wacława Szpilczyńskiego zmieniał organizację komisariatu i ustalał zasięg placówek. 
Rozkazem nr 11 z 9 stycznia 1930 roku reorganizacji Wielkopolskiego Inspektoratu Okręgowego komendant Straży Granicznej płk Jan Jur-Gorzechowski ustalił numer i nową organizację komisariatu. 
Rozkazem nr 3/31 zastępcy komendanta Straży Granicznej płk Emila Czaplińskiego z 5 sierpnia 1931 roku przeniesiono placówkę I linii „Ruda” do Bestwina.

## Służba graniczna
Siedziba komisariatu mieściła się w Krotoszynie w budynku skarbowym przy ulicy Zdunowskiej. Budynek oddalony był około 8 kilometrów od granicy państwowej. W budynku funkcjonowała kancelaria komisariatu i placówka II linii. Ponadto w 1932 roku zamieszkiwały w nim rodziny dwóch oficerów i dwóch szeregowych. 
Długość ochranianego odcinka wynosiła 32 kilometry i 770 metrów. w 1932 podzielony był na trzy pododcinki ochraniane przez placówki I linii. Oficerowie uzbrojeni byli w pistolety i szable, szeregowi w kbk Mosin wz. 91/98. Kierownicy placówek, przewodnik psa i wywiadowcy posiadali dodatkowo pistolety czeskie kal.9 mm. Kierownik i zastępca posiadali do swojej dyspozycji konie. Na stanie komisariatu znajdował się jeden rower. Szeregowi do służby używali rowerów prywatnych. W 1934 komisariat posiadał jeden motocykl z wózkiem i jeden rower służbowy. Przemyt w 1934 oszacowano na 1959,90 zł, zatrzymano 57 osób.
Na terenie komisariatu funkcjonowały trzy przejścia graniczne:
- Zduny Kolej – przejście kolejowe o ruchu osobowym i towarowym, czynne codziennie w godzinach przejazdów pociągów. Przy przejściu działał urząd celny
- Zduny Rogatka – przejście drogowe o ruchu osobowym i pojazdów mechanicznych, czynne codziennie; Przy przejściu działał urząd celny
- Sulmierzyce Błonie – przejście drogowe o ruchu osobowym i pojazdów mechanicznych, czynne w soboty, niedziele i poniedziałki

Sąsiednie komisariaty:
- komisariat Straży Granicznej „Dubin” ⇔ komisariat Straży Granicznej „Odolanów” − 1928
- komisariat Straży Granicznej „Dubin” ⇔ komisariat Straży Granicznej „Sośnie” − styczeń 1930

## Struktura organizacyjna
Organizacja komisariatu w kwietniu 1928:
- komenda − Krotoszyn
- placówka Straży Granicznej I linii „Rochy”
- placówka Straży Granicznej I linii „Zduny”
- placówka Straży Granicznej I linii „Ujazd”
- placówka Straży Granicznej II linii „Krotoszyn”

Organizacja komisariatu we wrześniu 1928:
- placówka Straży Granicznej I linii „Rochy”
- placówka Straży Granicznej I linii „Zduny”
- placówka Straży Granicznej I linii „Sulmierzyce”
- placówka Straży Granicznej I linii „Uciechów”
- placówka Straży Granicznej II linii „Krotoszyn”
- placówka Straży Granicznej II linii „Odolanów”

Organizacja komisariatu w styczniu 1930
- 1/12 komenda − Krotoszyn
- placówka Straży Granicznej I linii „Ruda” → w 1931 przeniesiona do Bestwina
- placówka Straży Granicznej I linii „Zduny”
- placówka Straży Granicznej I linii „Sulmierzyce”
- placówka Straży Granicznej I linii „Uciechów”
- placówka Straży Granicznej II linii „Krotoszyn” ul. Zdunowska

Organizacja komisariatu w grudniu 1932
- 1/12 komenda − Krotoszyn
- placówka Straży Granicznej I linii „Bestwin”
- placówka Straży Granicznej I linii „Zduny”
- placówka Straży Granicznej I linii „Chachalnia”
- placówka Straży Granicznej I linii „Sulmierzyce”
- placówka Straży Granicznej I linii „Uciechów”
- placówka Straży Granicznej II linii „Krotoszyn”

## Funkcjonariusze komisariatu
| Kierownicy/komendanci komisariatu | Kierownicy/komendanci komisariatu | Kierownicy/komendanci komisariatu | Kierownicy/komendanci komisariatu    |
| stopień                           | imię i nazwisko                   | okres pełnienia służby            | kolejne stanowisko                   |
| --------------------------------- | --------------------------------- | --------------------------------- | ------------------------------------ |
| podkomisarz                       | Antoni Drobnik                    | – 30 VI 1928                      |                                      |
| komisarz                          | Wacław Sawicki                    | 30 VI 1928 –31 VIII 1928          | powrócił do czynnej służby wojskowej |
| komisarz                          | Bronisław Popiel                  | 1 IX 1928 –                       |                                      |
| podkomisarz                       | Franciszek Szulc                  | był VI 1931 – 1933                |                                      |
| podkomisarz                       | Franciszek Białowąs               | 1933 – 31 V 1934                  |                                      |
| podkomisarz                       | Julian Kapuściński                | 6 VI 1934 – 12 VIII 1939          | do dyspozycji KG SG                  |
| aspirant                          | Zygmunt Bezucha                   | 12 VIII 1939 –                    |                                      |
| Zastępcy komendanta komisariatu   |                                   |                                   |                                      |
| starszy strażnik                  | Stanisław Dorosz                  | 1 V 1939 –                        |                                      |
| strażnik                          | Józef Mikołajczyk                 | 8 VII 1939 -                      |                                      |